# Emerald Empress
Emerald Empress, noto anche in lingua italiana traducibile come l'Imperatrice Smeraldo o semplicemente l'Imperatrice, è un personaggio dei fumetti DC Comics, creata da Jim Shooter e Curt Swan. È una supercriminale nell'Universo DC, avversaria della Legione dei Super-Eroi e membro dei Fatal Five, che apparve per la prima volta in Adventure Comics n. 352 (gennaio 1967).

## Biografia del personaggio

### Sarya
Sarya del pianeta Venegar fu reclutata da Superboy e la Legione per combattere la minaccia del Mangiatore di Soli. Una volta che questi fu sconfitto, Sarya si unì ai Fatal Five con Tharok, Validus, Mano, e il Persuasore.
L'Imperatrice non aveva nessun superpotere innato; piuttosto, utilizzò un oggetto mistico chiamato l'Occhio Smeraldo di Ekron, una sfera del diametro approssimativo di 2 pollici che obbediva ai suoi controlli mentali. L'Occhio poteva volare ed emettere raggi di energia, e permetteva all'Imperatrice di volare e sopravvivere nello spazio. Il residuo d'energia dell'Occhio le diede anche, in un'ultima occasione, la superforza. Le permise di ingigantirsi durante una battaglia. L'Occhio poteva anche ripararsi da solo in caso fosse danneggiato.
L'Occhio è un oggetto di immenso potere; sconfisse direttamente Superboy più di una volta, sebbene ebbe molti problemi nello scontro con Mon-El, forse perché Superboy è immune alla Kryptonite verde e i raggi emendati dall'occhio ne contengono alcuni elementi. Nonostante ciò, per ragioni sconosciute, l'Occhio non gradisce la Kryptonite verde, e l'esporlo alla sostanza aliena lo fece scappare in più di un'occasione.
L'Imperatrice Smeraldo morì quando la Legionaria Sensor Girl utilizzò i suoi poteri di illusione per mascherare la presenza di Sarya all'Occhio di Ekron. Il corpo dell'Imperatrice si seccò e si decompose quasi subito, ed espresse sollievo nell'essere libera dal controllo dell'Occhio, indicando sia che la loro relazione simbiotica era involontaria sia che essa era più vecchia di quanto apparisse.

### Cera Kesh
Cera Kesh comparve per la prima volta come l'Imperatrice Smeraldo in I Legionari n. 2. Dato che il suo affetto per il membro dei Legionari, Inferno, fu respinto, Kesh cadde sotto l'influenza dell'Occhio di Smeraldo e si diede ad una vita di crimine con gli altri membri dei Fatal Five. Nello stesso tempo, Leland McCauley trovò un secondo Occhio di Smeraldo con cui sperò di poter far trasformare la sua ragazza nella nuova Imperatrice Smeraldo. Invece, Cera li uccise entrambi e prese il potere di entrambi gli Occhi.

### Imperatrice
Dopo gli eventi dell'Ora zero e la susseguente ricostituzione della continuità della Legione, comparve un personaggio semplicemente chiamato "l'Imperatrice", non connesso all'Occhio di Ekron. Sebbene non avesse poteri, era pericolosa come il resto dei Fatal Five, essendo un'assassina sadica, crudele, assetata di potere e di pura malvagità che insegnò a sé stessa come uccidere ogni forma di vita conosciuta.
Lo stesso Occhio fu in possesso del super criminale Scavenger, ma fu trovato da Shrinking Violet, che cadde sotto il suo controllo. Con l'aiuto della Legione, Violet pianificò di rompere l'incantesimo dell'Occhio su di lei, ma non prima che mandasse metà della sua squadra indietro nel tempo e attraesse l'attenzione dell'antico stregone Mordru.
Infine, l'Occhio arrivò nelle mani dell'Imperatrice. L'Imperatrice sembrò aver spezzato la volontà dell'Occhio, lasciandole inequivocabilmente il controllo.
L'Occhio Smeraldo comparve anche in L.E.G.I.O.N., dove fu controllato, o controllò, i Legionari Garryn Bek e Marij'n Bek. Sotto la sua influenza, i due uccisero persone innocenti.

### 52
Nel presente, L'Occhio di Smeraldo comparve nelle pagine di 52, in possesso di Lobo, e in The Brave and The Bold di nuovo nelle mani dell'Imperatrice Smeraldo.
Lobo, svogliato o incapace di utilizzarne il potere, tenne l'oggetto in una piccola cesta sotto la sua supervisione. Quando Starfire utilizzò l'Occhio per salvare la popolazione del settore 3500 da uno sciame di strane creature, Lobo rivelò che sapeva qualcosa di più a proposito dell'origine dell'Occhio. Anche una Testa Smeraldo di Ekron esistette ed era in cerca del suo Occhio perduto. Ekron era apparentemente un membro del Corpo delle Lanterne Verdi, ma fu reso pazzo dalla distruzione del settore spaziale sotto la sua protezione da Lady Styx. Si scoprì più tardi che lo stesso Occhio di Smeraldo fu un precursore della tecnologia che portò agli anelli del potere indossati dalle Lanterne Verdi, con una minore funzionalità ma non di meno un'arma formidabile.

### Crisi Finale
L'Imperatrrice Smeraldo fu tra i super criminali nella Legione dei Supercriminali di Superboy-Prime.

## Altri media
- L'Imperatrice Smeraldo comparve in un episodio della serie animata del DC Animated Universe Justice League Unlimited con gli altri Fatal Five contro la Legione. In quell'episodio, l'Occhio era più potente dell'Anello del Potere di Lanterna Verde.
- L'Imperatrice Smeraldo è comparsa come una dei nemici principali nella serie animata della Legione dei Supereroi. Alcuni indizi sulla relazione con questa versione dell'Imperatrice con l'Occhio di Smeraldo si osservarono nell'ultimo episodio in due parti della prima stagione "Il tramonto". L'Imperatrice fu separata dall'Occhio a causa del suo incarceramento, e lo abbracciò quando ritornò da lei. L'Occhio non soffrì nessun danno fisico quando Shrinking Violet danneggiò i suoi circuiti dall'interno, una volta che i Fatal Five tradì la Legione, o quando Matter-Eater Ladd lo morse.
- L'Imperatrice Smeraldo ebbe un cameo con altri criminali nel film d'animazione Justice League: The New Frontier.
- L'Imperatrice Smeraldo compare nella serie animata Batman: The Brave and the Bold.
- Ursa Zod, alias l'Imperatrice Smeraldo, compare anche nell'ultimo episodio della serie animata Young Justice.
- L'Imperatrice Smeraldo è l'antagonista principale del film d'animazione del DCAU Justice League vs. the Fatal Five.